# Callichroma holochlorum
Callichroma holochlorum es una especie de escarabajo longicornio del género Callichroma, tribu Callichromatini. Fue descrita científicamente por Bates en 1872.
Se distribuye por Colombia, Costa Rica, Guatemala, Honduras, México, Nicaragua, Panamá y Venezuela. Mide 25-47 milímetros de longitud. El período de vuelo ocurre en todos los meses del año, excepto en febrero.